# Населённые пункты Архангельской области
Архангельская область, без учёта Ненецкого автономного округа, включает следующие населённые пункты:
- 27 городских населённых пунктов по состоянию на начало 2021 года (в списке  выделены оранжевым цветом), в том числе:
  - 13 городов,
  - 14 посёлков городского типа (рабочих посёлков);
- 3929 сельских населённых пунктов (по переписи населения 2010 года).

Населённые пункты в списках распределены по административно-территориальным единицам в рамках административно-территориального устройства области: 7 городам областного значения (включая 1 ЗАТО) и 21 району (в рамках организации местного самоуправления (муниципального устройства) им соответствуют 7 городских округов, 2 муниципальных округа и 17 муниципальных районов).
Численность населения сельских населённых пунктов приведена по данным переписи населения 2010 года, численность населения городских населённых пунктов (посёлков городского типа (рабочих посёлков) и городов) — по оценке на 1 января 2025 года.

## Города областного значения

### город (городской округ)Архангельск
| № | Населённый пункт      | Тип     | Население |
| - | --------------------- | ------- | --------- |
| 1 | Архангельск           | город   | 301 199   |
| 2 | Боры                  | посёлок | 44        |
| 3 | Лесная речка          | посёлок | 2709      |
| 4 | Новый Турдеевск       | посёлок | 0         |
| 5 | Талажский авиагородок | посёлок | 3298      |
| 6 | Турдеевск             | посёлок | 947       |

### город (городской округ)Коряжма
| № | Населённый пункт | Тип   | Население |
| - | ---------------- | ----- | --------- |
| 1 | Коряжма          | город | 34 002    |

### город (городской округ)Котлас
| № | Населённый пункт | Тип             | Население |
| - | ---------------- | --------------- | --------- |
| 1 | Вычегодский      | рабочий посёлок | 10 817    |
| 2 | Котлас           | город           | 55 614    |
| 3 | Свининская       | деревня         | 1         |
| 4 | Слуда            | деревня         | 93        |

### город (городской округ)Мирный(ЗАТО)
| № | Населённый пункт | Тип   | Население |
| - | ---------------- | ----- | --------- |
| 1 | Мирный           | город | 27 174    |

### город (городской округ)Новодвинск
| № | Населённый пункт | Тип     | Население |
| - | ---------------- | ------- | --------- |
| 1 | Новодвинск       | город   | 32 826    |
| 2 | Павлово          | деревня |           |

### городОнега
| № | Населённый пункт | Тип   | Население |
| - | ---------------- | ----- | --------- |
| 1 | Онега            | город | 16 449    |

С точки зрения муниципального устройства входит в состав Онежского муниципального района.

### город (городской округ)Северодвинск
| №  | Населённый пункт | Тип          | Население |
| -- | ---------------- | ------------ | --------- |
| 1  | Белое Озеро      | посёлок      | 189       |
| 2  | Волость          | деревня      | 16        |
| 3  | Зелёный Бор      | посёлок      | 4         |
| 4  | Лахта            | деревня      | 0         |
| 5  | Нёнокса          | село         | 468       |
| 6  | Палозеро         | посёлок      | 0         |
| 7  | Рикасиха         | ж.д. станция |           |
| 8  | Северодвинск     | город        | 155 365   |
| 9  | Солза            | деревня      | 49        |
| 10 | Сопка            | посёлок      | 510       |
| 11 | Сюзьма           | деревня      | 18        |
| 12 | Таборы           | деревня      | 0         |

## Районы
Населённые пункты Архангельской области в районах (от А до М);
Населённые пункты Архангельской области в районах (от Н до Я).